# Taracticus similis
Taracticus similis är en tvåvingeart som beskrevs av Samuel Wendell Williston  1901. Taracticus similis ingår i släktet Taracticus och familjen rovflugor. Inga underarter finns listade i Catalogue of Life.